# مدافن النفايات الحيوية
المدافن هي الطريقة الأساسية للتخلص من النفايات في أجزاء كثيرة من العالم، بما في ذلك الولايات المتحدة وكندا. من المتوقع أن تقلل مدافن النفايات الحيوية من كمية المادة المرتشحة والتكاليف المرتبطة بها، وتزيد من معدل إنتاج الميثان (الغاز الطبيعي) للأغراض التجارية وتقلل من مساحة الأراضي اللازمة لعمليات الردم. تتم مراقبة مدافن النفايات الحيوية ومعالجة مستويات الأكسجين والرطوبة لزيادة معدل التحلل عن طريق النشاط الميكروبي.

## مدافن النفايات التقليدية والمشاكل المرتبطة بها
المدافن هي أقدم طريقة معروفة للتخلص من النفايات. يتم دفن النفايات في حفر كبيرة محفورة (ما لم تتوفر مواقع تحدث بشكل طبيعي) ومغطاة. البكتيريا والعتائق تتحلل النفايات على مدى عدة عقود إنتاج العديد من المنتجات ذات أهمية، بما في ذلك غاز الميثان (الغاز الطبيعي)، العصارة، و المركبات العضوية المتطايرة (مثل كبريتيد الهيدروجين (H 2 S)، N 2 O 2، الخ ).
يمكن أن يتراكم غاز الميثان، وهو أحد غازات الدفيئة القوية، داخل المكب المؤدي إلى حدوث انفجار ما لم ينطلق من الخلية. المادة المرتشحة عبارة عن منتجات استقلابية للسوائل ناتجة عن التحلل وتحتوي على أنواع مختلفة من السموم والأيونات المعدنية الذائبة. إذا تسربت المادة المرتشحة إلى المياه الجوفية يمكن أن تسبب مشاكل صحية في كل من الحيوانات والنباتات. ترتبط المركبات العضوية المتطايرة (VOCs) بالتسبب في الضباب الدخاني (الضبنخ) والأمطار الحمضية. مع ازدياد كمية النفايات الناتجة، أصبح من الصعب العثور على أماكن مناسبة لتخزينها بأمان.

## عمل مكب النفايات الحيوي
هناك ثلاثة أنواع من المفاعلات الحيوية: الهوائية، اللاهوائية والهجينة (باستخدام كل من الطريقة الهوائية واللاهوائية). تتضمن الآليات الثلاث جميعها إعادة إدخال المادة المرتشحة المجمعة والمكتملة بالماء للحفاظ على مستويات الرطوبة في المكب. وبالتالي يتم تحفيز الكائنات الحية الدقيقة المسؤولة عن التحلل لتتحلل بمعدل متزايد مع محاولة للحد من الانبعاثات الضارة.
في المفاعلات الحيوية الهوائية يتم ضخ الهواء في المكب باستخدام إما نظام رأسي أو أفقي للأنابيب. يتم تسريع عملية تحلل البيئة الهوائية وتقليل كمية المواد العضوية المتطايرة وسمية المادة المرتشحة والميثان. في المفاعلات الحيوية اللاهوائية مع المادة المرتشحة التي يتم تداولها، ينتج المكب الميثان بمعدل أسرع بكثير وأقدم من مكبات النفايات التقليدية. يسمح التركيز العالي للميثان وكميته باستخدامه بكفاءة أكبر للأغراض التجارية مع تقليل الوقت الذي يجب فيه مراقبة مكب النفايات لإنتاج الميثان. تعرض المفاعلات الحيوية الهجينة الأجزاء العليا من المكب من خلال الدورات الهوائية اللاهوائية لزيادة معدل التحلل بينما يتم إنتاج الميثان بواسطة الأجزاء السفلى من المكب. مدافن مفاعل حيوي تنتج كميات أقل من المركبات العضوية المتطايرة من مقالب القمامة التقليدية، إلا H 2 S. مدافن النفايات الحيوية تنتج كميات أعلى من H 2 S. لم يتم دراسة المسار الدقيق للكيمياء الحيوية المسؤول عن هذه الزيادة 

## مزايا مدافن النفايات الحيوية
مدافن النفايات الحيوية تسرع من عملية التحلل. مع التقدم في عملية التحلل تقل كتلة النفايات الحيوية في المكب، بالتالي يوفر المزيد من المساحة لاستقبال المزيد من النفايات.و من المتوقع ان يرتفع معدل التحلل في مكبات النفايات الحيوية مما سيوفر أكثر من 30% من مساحة المكب.مع ارتفاع المعدل السنوي لانتاج النفايات الصلبة وانخفاض المساحة المتوفرة من المكبات، استطاع المفاعل الحيوي ان يوفر طرق مهمة لزيادة مساحة المكب. هذا ليس له تأثير فقط على التكاليف لكن يقلل ايضاً من المساحات المحتاجة لتصبح مكب بالإضافة إلى انه جيد للبيئة.